# Iglesia de Juan Bautista de Jtsisi
La iglesia de Juan Bautista de Jtsisi (en georgiano: ხცისის იოანე ნათლისმცემლის ეკლესია) es una iglesia ubicada en la región de Shida kartli, municipio de Khashuri, Georgia. Se encuentra a 1,5 km del pueblo de Khtsisi (distrito de Khashuri). 

## Diseño

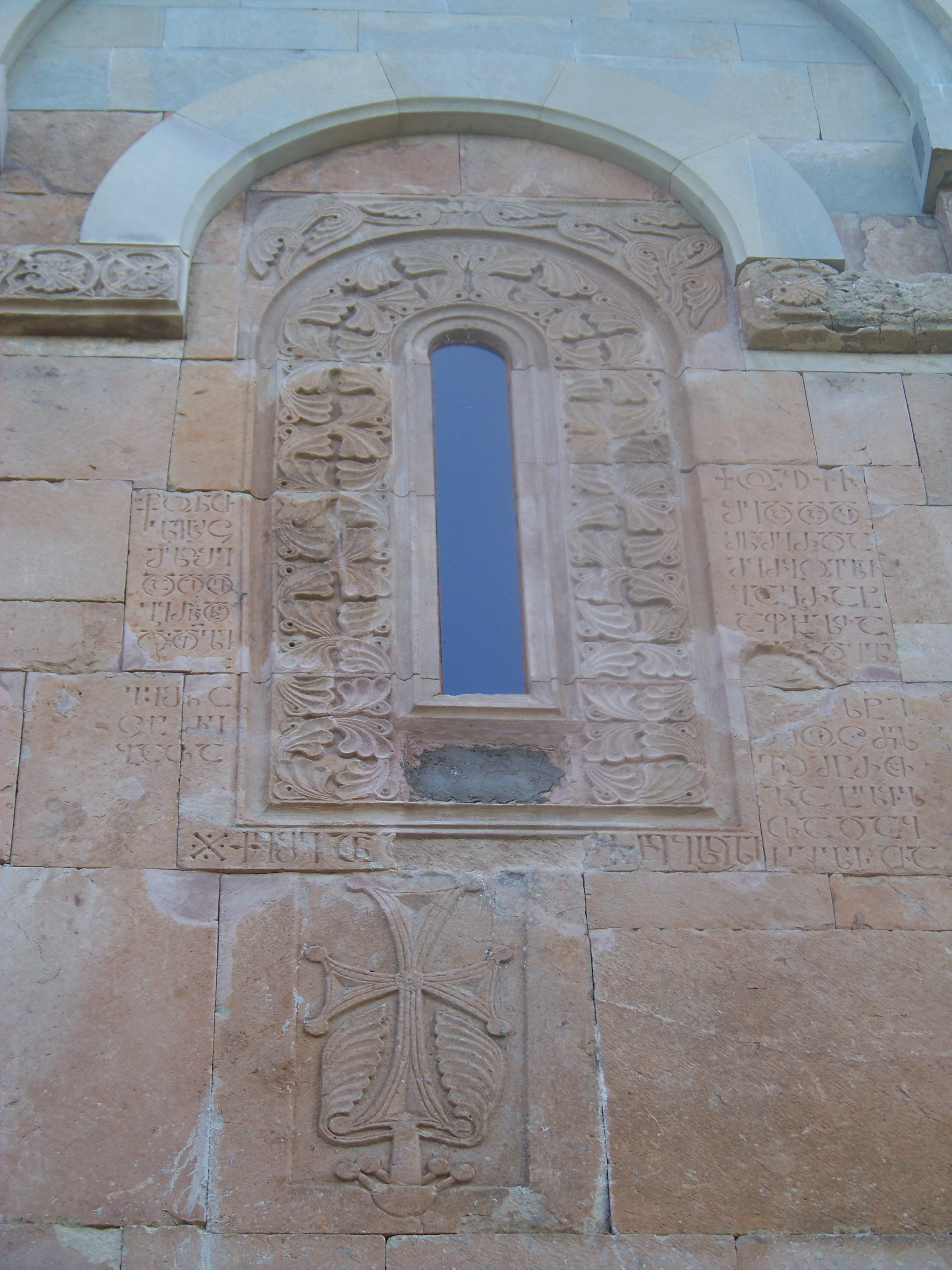
Inscripción de la Iglesia de Juan Bautista de Khtsisi

La iglesia de Juan el Bautista es una iglesia de tipo salón. En la inscripción de la fachada este se puede observar una mención a que la iglesia fue construida en 1002 durante el reinado de Bagrat III. El monumento es considerado como una de las mejores muestras de iglesias de una sola nave. Lo más importante son los ricos ornamentos y relieves con figuras de animales. Las arcadas y las partes superiores de la iglesia están rotas en la actualidad, mientras en el sur existe una pequeña capilla-eukterion. La iglesia tiene dos entradas desde el sur y desde el oeste. Solo hay una ventana en las paredes oeste, sur y este. Hay tres arcos en la fachada este, el arco medio es más alto que los otros. Lo mismo ocurre en las fachadas norte y oeste.
En 2006, la iglesia de Juan Bautista de Khtsisi fue señalada como Monumento Cultural Nacional de Georgia.